# Night Train (Jason Aldean)
Night Train è il quinto album in studio del cantante di musica country statunitense Jason Aldean, pubblicato nel 2012.

## Tracce
1. This Nothin' Town – 3:11
2. When She Says Baby – 2:51
3. Feel That Again – 3:21
4. Wheels Rollin' – 4:41
5. Talk – 3:50
6. The Only Way I Know (con Luke Bryan & Eric Church) – 3:14
7. Take a Little Ride – 3:09
8. I Don't Do Lonely Well – 3:25
9. Night Train – 3:52
10. 1994 – 4:03
11. Staring at the Sun – 3:16
12. Drink One for Me – 3:07
13. Black Tears – 4:16
14. Walking Away – 3:37
15. Water Tower – 3:41

## Classifiche
| Classifica (2012) | Posizione raggiunta |
| ----------------- | ------------------- |
| Stati Uniti       | 1                   |